# Wądroże Wielkie

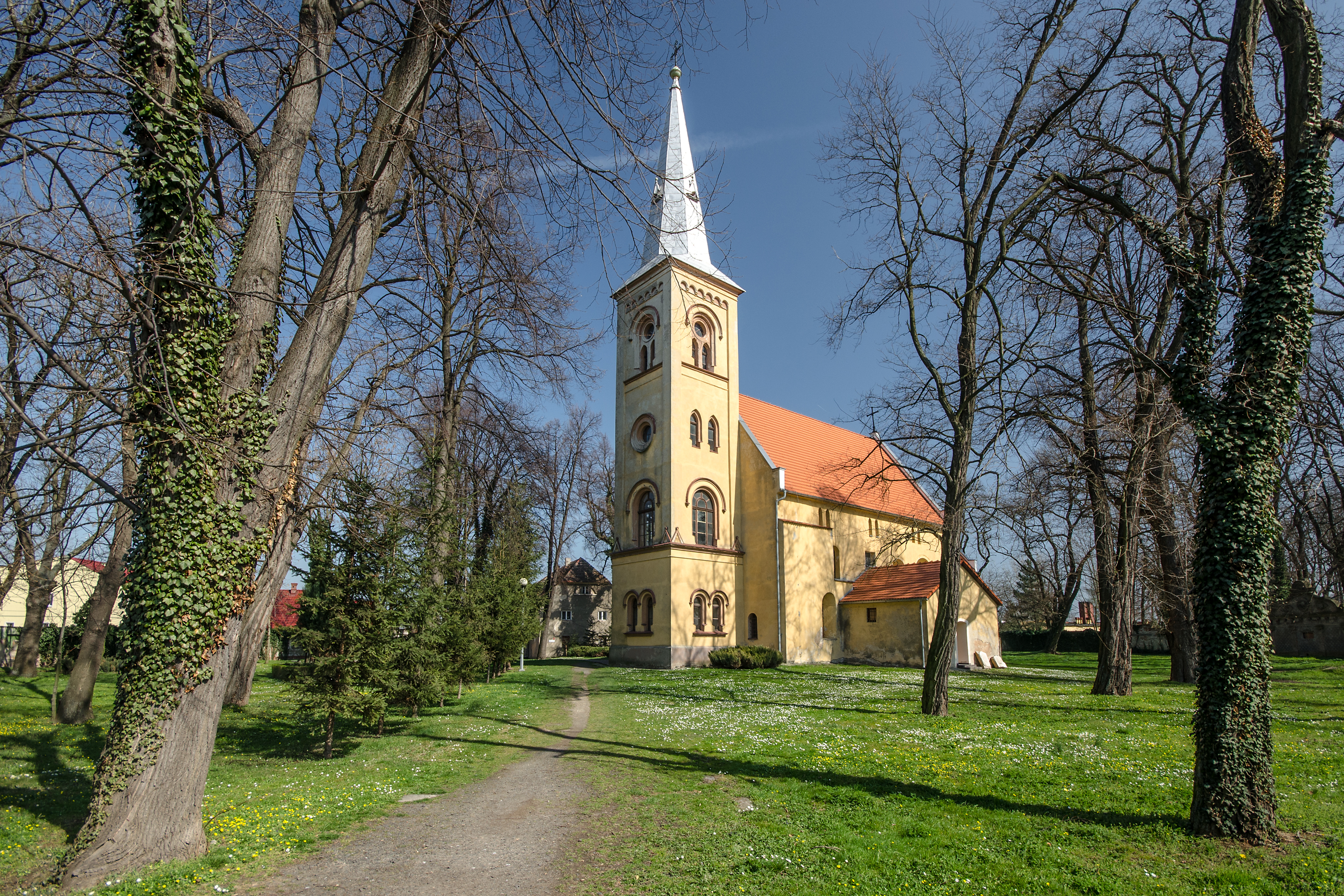
Kościół Matki Bożej Różańcowej w Wądrożu Wielkim

Wądroże Wielkie (do 1945 niem. Groß Wandriß) – wieś w Polsce położona w województwie dolnośląskim, w powiecie jaworskim, w gminie Wądroże Wielkie, około 13 km na północny wschód od Jawora i około 19 km na południowy wschód od Legnicy.

## Podział administracyjny
W latach 1975–1998 miejscowość administracyjnie należała do województwa legnickiego. Miejscowość jest siedzibą gminy Wądroże Wielkie.

## Węzeł autostradowy
Na północy wsi zlokalizowany jest węzeł Wądroże Wielkie autostrady A4.

## Zabytki
Do wojewódzkiego rejestru zabytków wpisane są obiekty:
- kościół parafialny pw. Matki Bożej Różańcowej, (pierwotnie pw. św. Piotra i Pawła) z drugiej ćwierci XIII wieku, przebudowany w XIX w.
- cmentarz przykościelny
- cmentarz komunalny
- zespół pałacowy i folwarczny, z XVII w. do drugiej połowy XIX w.:
  - pałac
  - pięć oficyn mieszkalnych
  - stodoły
  - obory
  - budynek gospodarczy
  - park

## Linia kolejowa
Miejscowość znajduje się na trasie działającej przez ponad sto lat (od 1902 roku), a dziś zamkniętej i zdegradowanej drogi żelaznej łączącej poprzez stację węzłową w mieście Jawor granitowe zagłębie rejonów Strzegomia i Borowa z portem rzecznym w nadodrzańskich Malczycach.